# Dimi aus Haifa
Rab Dimi aus Haifa (Kurzform für Abudimi = Eudemos oder Abudemmos) war ein Amoräer der 3. (nach anderen: der 4.) Generation in Palästina. Er lebte und wirkte zu Ende des 3./Anfang des 4. nachchristlichen Jahrhunderts.
Er war ein Gefährte der Rabbinen Isaak Nappacha, Ammi und Abbahu und Tradent des Resch Lakisch, von dem er viel gelernt haben muss.
Dimi wanderte nach Babylonien aus (deshalb der Babylonienfahrer genannt) und trug in Pumbedita, besonders gegenüber Abaje, palästinische Lehrsätze und Überlieferungen vor.
Zu Dimis zahlreichen Schülern zählten u. a. Berechja und Samuel bar Nachmani.
Dimi ist der Tradition nach in Haifa neben Isaak Nappacha begraben.